# Irobot

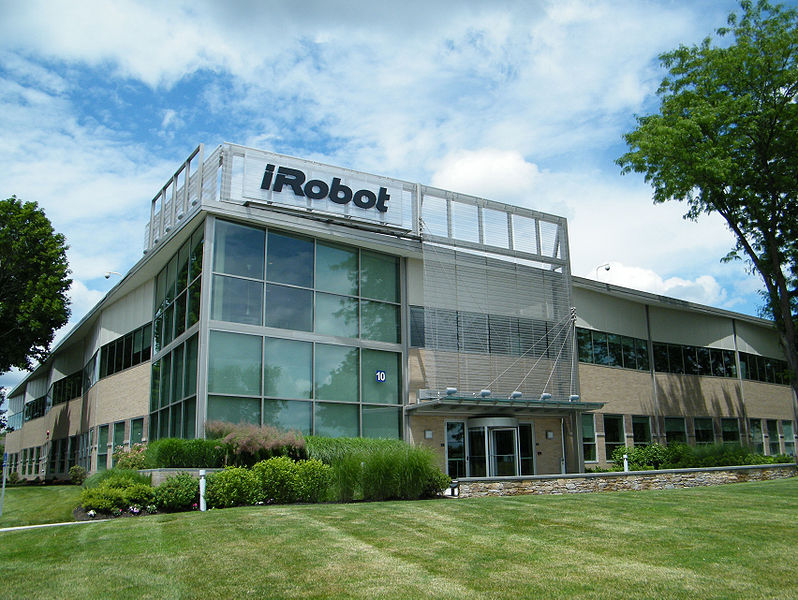
Huvudkontoret

Irobot, av företaget skrivet iRobot, är ett företag som utvecklar och tillverkar fjärrstyrda och självgående robotar. Företaget grundades av Rodney Brooks som forskar kring AI på MIT. Namnet till företaget kommer från Isaac Asimovs novellsamling Jag, robot.[källa behövs]
Från början tillverkade de robotar för polisiära och militära ändamål men har även på senare tid börjat tillverka robotar för hushållsändamål, bland annat dammsugaren Roomba.